# Côtes-de-Fer
Côtes-de-Fer est une commune d'Haïti située à la limite occidentale du département du Sud Est, Arrondissement de Bainet, à 51 km à l'ouest de Jacmel. Elle se trouve à l'embouchure de la rivière des Côtes de Fer qui forme la démarcation avec le département du Sud.

## Démographie
La commune est peuplée de 44 595 habitants(recensement par estimation de 2009).

## Toponymie
La ville était autrefois connu sous le nom de "Boucan-pêcheur", puis celui de la "Côte-de-l'Enfer" en raison de la force des vagues qui donnaient du fil à retordre aux navigateurs. Ce n'est qu'en 1843 qu'elle fut rebaptisée Côte-de-Fer.

## Administration
La commune est composée des 6 sections communales de :

| - Gris Gris - Labiche - Bras Gauche | - Amazone - Boucan Bélier - Jamais Vu |